# Felix Kanitz
Felix Philipp Emanuel Kanitz (2. srpna 1829 Pešť - 5. ledna 1904 Vídeň) byl uherský a rakousko-uherský vědec (archeolog, etnograf, geograf) a umělec.
Svým výzkumem na Balkáně si vysloužil přezdívku balkánský Kolumbus. Kanitz byl žid, který konvertoval ke křesťanství.

## Životopis

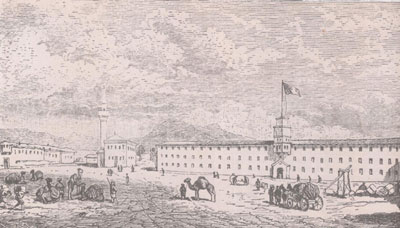
Nákres továrny Dobriho Željazkova ve Slivenu

Narodil se 2. srpna 1829 v Budapešti v rakouském císařství. Od útlého věku projevoval zálibu v hudbě a výtvarném umění. Ve věku 14 let osiřel a začal pracovat jako rytec praktikant v litografické tiskárně Vincenta Grimma. Zaměřoval se hlavně na ilustraci. V roce 1847 přestěhoval se do Vídně a nastoupil do litografické tiskárny E. Zini. Znalosti z dějin umění si doplnil ve Vídni, Norimberku, Drážďanech, Mnichově a Paříži.
Jako umělecký redaktor časopisu Illustrirte Zeitung začal od roku 1858 cestovat do jihovýchodní Evropy - Bosny a Hercegoviny, Černé Hory, Dalmácie, Srbska a Bulharska. V roce 1862 vyšla jeho první vědecká studie Římské nálezy v Srbsku (německy Die römischen Funde in Serbien).
V roce 1870 se stal sekretářem antropologické společnosti ve Vídni. Svoje vědecké práce posílal na Císařskou akademii. Byl členem zeměpisných společností v Drážďanech, Petrohradě, Berlíně a Vídni. Byl prvním kurátorem Muzea obchodu a člen představenstva Vědeckého klubu (Vídeň). Roku 1878 byl císařem Františkem Josefem I. jmenován císařským radou.
Felix Kanitz navštívil Bulharsko osmnáctkrát. Poprvé vstoupil na bulharskou půdu 11. července 1860. Za podpory vídeňské akademie zahájil v roce 1868 výzkum bulharských zemí. Výsledkem cest po bulharských zemích jsou jedinečná díla historického, etnografického a geografického charakteru.
Na geografickém kongresu v Paříži v roce 1876 mu byla udělena zlatá medaile za „Původní mapu Dunaje, Bulharska a Balkánu“ s 3 200 osadami, 35 kláštery a pevnostmi. Mapa byla používána ruským velením během rusko-turecké války v letech 1877-1878. Byl vyznamenán ruským řádem sv. Anny s diamanty. Mapy Felixe Kanitze byly použity na Berlínském kongresu velmocí (1878) ke stanovení poválečných hranic na Balkánském poloostrově. Od roku 1885 vytvořil 50 nových map Srbska, Bulharského knížectví a Východní Rumélie. Vydal také třídílné dílo „Dunajské Bulharsko a Balkán“ - historické, geografické a etnografické studie z cest v letech 1860 - 1875. Bulharsko navštívil naposledy v roce 1883.
Během svého pobytu v Lovči vytvořil popis města, kreslil a prováděl archeologické vykopávky lovečské pevnosti. Dne 18. července 1902 byl prohlášen za čestného občana Lovče „za podrobnou studii o historii města“.
Zemřel 8. ledna 1904 ve Vídni ve věku 74 let. Je po něm pojmenována vesnice Kanic (bulharsky Каниц) v obštině Bojnica. V Antarktidě je po něm pojmenován vrchol Kanitz Nunatak (~600 m n. m.) na poloostrově Trinity.

## Dílo
Kanitzovo dílo je psáno německy a vycházelo v témže jazyce; vydání v jiných jazycích jsou uvedena konkrétně.

### Monografie
- 1861: Die römischen Funde in Serbien. k.k. Hof- und Staatsdruckerei, Wien (Google)
- 1862: Serbiens byzantinische Monumente. k.k. Hof- und Staatsdruckerei, Wien (ETH Zürich)
- 1864: Über alt- und neuserbische Kirchenbaukunst. Ein Beitrag zur Kunstgeschichte. Wien: k.k. Hof- und Staatsdruckerei (Google)
- 1868: Reise in Süd-Serbien und Nord-Bulgarien. Ausgeführt im Jahre 1864. Wien: kaiserlich-königliche Hof- und Staatsdruckerei (Google)
- 1868: Serbien. Historisch-ethnographische Reisestudien aus den Jahren 1859–1868. Leipzig: Hermann Fries (Google)
- 1870: Katechismus der Ornamentik oder Leitfaden über die Geschichte, Entwickelung und die charakteristischen Formen der bedeutendsten Ornamentstyle aller Zeiten. Leipzig: J.J. Weber
  - druhé upravené vydání Auflage 1877 udT Katechismus der Ornamentik oder Leitfaden über die Geschichte, Entwickelung und die charakteristischen Formen der bedeutendsten Verzierungsstyle aller Zeiten. (Google)
  - čtvrté vydání 1891
- 1875–1879: Donau-Bulgarien und der Balkan. 3 svazky. Leipzig: Hermann Fries
  - Band I: Historisch-geographisch-ethnographische Reisestudien aus den Jahren 1860–1875 (1875) (Google) (Internet Archive), (MDZ)
  - Band II: Historisch-geographisch-ethnographische Reisestudien aus den Jahren 1860–1876 (1877) (https://books.google.de/books?id=LjbZCVE91M0C Google])
  - Band III: Historisch-geographisch-ethnographische Reisestudien aus den Jahren 1860–1878 (1879), (Internet Archive), (MDZ)
    - 1879–1880: Donau-Bulgarien und der Balkan. Historisch-geographisch-ethnographische Reisestudien aus den Jahren 1860–1879; druhé přepracované vydání. 3 svazky. Hermann Fries, Leipzig (Band I/II: 1879, Band III: 1880)
    - 1882: Donau-Bulgarien und der Balkan. Historisch-geographisch-ethnographische Reisestudien aus den Jahren 1860–1879; druhé přepracované vydání. 3 svazky. Renger, Leipzig (Band I/II Internet Archive), (Band III Internet Archive) dotisk druhého vydání, Leipzig.[p 2]
    - francouzské vydání v jednom svazku 1882: La Bulgarie Danubienne et le Balkan. Études de voyage (1860–1880). Hachette et Cie., Paris (Internet Archive)
- 1892: Römische Studien in Serbien: Der Donau-Grenzwall, das Strassennetz, die Städte, Castelle, Denkmale, Thermen und Bergwerke zur Römerzeit im Königreiche Serbien. F. Tempsky, Wien
- 1904–1914 (posmrtně): Das Königreich Serbien und das Serbenvolk von der Römerzeit bis zur Gegenwart. 3 svazky. Leipzig: Bernhard Meyer
  - Band I (1904): Land und Bevölkerung (Internet Archive)
  - Band II (sebráno a doplněno Bogoljubem Jovanovićem, 1909): Land und Bevölkerung (Internet Archive)
  - Band III (sebráno a doplněno Bogoljubem Jovanovićem, 1914): Staat und Gesellschaft (Internet Archive)

### Eseje a novinové články (výběr)
- 1862: Von Belgrad nach Salonik. In: Illustrirte Zeitung (Leipzig), 38, Nr. 973 (22. Februar 1862), S. 122.
- 1865: Ein Tag in türkischer Gefangenschaft. Reiseskizze. In: Slavische Blätter, Illustrirte Zeitschrift für die Gesammtinteressen des Slaventhums 1, Fasz. 4 (1865), S. 185–194.
- 1872: Das Völker-Kaleidoskop am Lomflusse in Westbulgarien. In: Globus. Illustrirte Zeitschrift für Länder- und Völkerkunde 21, Nr. 3 (Januar 1872), S. 41 f.
- 1873: Reise im bulgarischen Donau-, Timok- und Sveti Nikola-Balkan-Gebiet. In: Mittheilungen der k.k. geographischen Gesellschaft in Wien 1872, Band 15 (Neue Serie 5) (1873), S. 61–72, 105–112.
- 1873: Reiseskizzen aus Bulgarien. In: Illustrirte Zeitung 60, Nr. 1549 (8. März 1873), S. 172–174.
- 1876: Mythe und Wirklichkeit auf dem höchsten Balkanpasse. In: Neue Freie Presse (Wien), Nr. 4087 Morgenausgabe (12. Januar 1876), S. 1 f.
- 1876: Die Messe zu Eski-Džumaja. In: Oesterreichische Monatsschrift für den Orient 2, Nr. 3 (März 1876), S. 33 f.
- 1877: Der Balkanpass von Elena. In: Mittheilungen der kais. und kön. geographischen Gesellschaft in Wien 20 (Neue Serie 10) (1877), S. 537–543.
- 1880: Geistige und materielle Verhältnisse zu Sofia. In: Oesterreichische Monatsschrift für den Orient 6, Nr. 3 (März 1880), S. 41–46.
- 1880: Der Pontushafen Varna im Mai 1880. In: Oesterreichische Monatsschrift für den Orient 6, Nr. 6 (Juni 1880), S. 93–98.